# Coelorinchus denticulatus
Coelorinchus denticulatus är en fiskart som beskrevs av Regan 1921. Coelorinchus denticulatus ingår i släktet Coelorinchus och familjen skolästfiskar. Inga underarter finns listade i Catalogue of Life.